# شعب الباكا (الكاميرون والغابون)
شعب الباكا (بالإنجليزية: Baka people)‏ هي مجموعة عرقية تعيش في الغابات المطيرة في جنوب شرق الكاميرون، و شمال جمهورية الكونغو، و شمال الغابون، و جنوب غرب جمهورية أفريقيا الوسطى.